# Requeil
Requeil är en kommun i departementet Sarthe i regionen Pays de la Loire i nordvästra Frankrike. Kommunen ligger i kantonen Pontvallain som tillhör arrondissementet La Flèche. År 2022 hade Requeil 1 108 invånare.

## Befolkningsutveckling
Antalet invånare i kommunen Requeil
| Referens: INSEE |